# Lasionycta luteola
Lasionycta luteola är en fjärilsart som beskrevs av Smith 1894. Lasionycta luteola ingår i släktet Lasionycta och familjen nattflyn. Inga underarter finns listade i Catalogue of Life.

## Bildgalleri

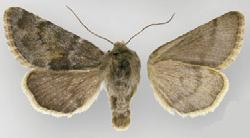